# Moscow Towers
Moscow Towers — хмарочос, що будується в Москві на 15 дільниці ММДЦ «Москва-Сіті».
Moscow Towers складатиметься з двох веж, об'єднаних загальною стилобатною частиною.

## Історія

### Вежа Уряду Москви
На 15-й ділянці планувалося будівництво вежі Уряду Москви, яка б стала новою резиденцією уряду столиці. Така ідея виникла ще 2002 року. Переможцями архітектурного конкурсу на проєкт будівлі мерії Москви стали Антон Нагавіцин та Михайло Хазанов.
Хмарочос повинен був бути заввишки 308 метрів і мати 72 поверхи. Дах хмарочоса виконаний у стилі літери «М».
7 грудня 2004 року вийшла постанова Уряди Москви про вилучення у ВАТ «Сіті» даної ділянки. Постановою від 24 березня 2006 року після рішення Арбітражного суду Москви від 1 вересня 2005 року вона була скасована.
У 2010 році через кризу будівництво було заморожено на стадії нульового циклу (завершено 30 квітня 2010 року). Пізніше від проєкту відмовилися зовсім.

### Сучасний проєкт
Наприкінці 2011 року ділянку було викуплено Годом Нісановим та Зарахом Ілієвим. У середині 2012 року роботи на ділянці продовжились. Сучасний проєкт було прийнято у 2013 році, але у 2015 році роботи знову припинилися.
У листопаді 2017 року проєкт було викуплено Григорієм Баєвським. Було оголошено нову дату закінчення будівництва вежі — 2022 рік. У 2019 році будівництво відновлено.